# Martyna Grajber-Nowakowska
Martyna Grajber-Nowakowska, född 28 mars 1995 i Żywiec, är en polsk volleybollspelare (spiker) som spelar för Chemik Police.
Grajber-Nowakowska var en del av Polens landslag vid EM 2017, EM 2019 och EM 2021.
I juli 2022 gifte hon sig med volleybollspelaren Jan Nowakowski.

## Karriär
Grajber-Nowakowska började spela volleyboll i PTPS Piła och gick 2010 till SMS PZPS Szczyrk, där det blev spel i tre år. Inför säsongen 2013/2014 gick hon till Budowlani Łódź. Grajber-Nowakowska tog under sin tid i klubben silver och brons i polska mästerskapet samt vann polska cupen och polska supercupen en gång vardera.
Inför säsongen 2018/2019 flyttade hon till Chemik Police. Under tre år i klubben vann Grajber-Nowakowska polska mästerskapet två gånger, polska cupen tre gånger och polska supercupen en gång. Hon var även lagkapten i klubben i två år. Inför säsongen 2021/2022 gick Grajber-Nowakowska till ŁKS Łódź. Inför säsongen 2022/2023 flyttade Grajber-Nowakowska utomlands för spel i italienska Pallavolo Pinerolo. I maj 2023 återvände hon till ŁKS Łódź för att hjälpa klubben i finalmatcherna av Tauron Liga 2022/2023.
Inför säsongen 2023/2024 återvände Grajber-Nowakowska till Chemik Police.

## Meriter

### Klubblag
Budowlani Łódź
- Polska mästerskapet
  -  Silver 2017
  -  Brons 2018
- Polska cupen
  -  Guld 2018
- Polska supercupen
  -  Guld 2017

Chemik Police
- Polska mästerskapet
  -  Guld 2020, 2021
- Polska cupen
  -  Guld 2019, 2020, 2021, 2023
- Polska supercupen
  -  Guld 2019

ŁKS Łódź
- Polska mästerskapet
  -  Guld 2023
  -  Brons 2022

### Landslag
- Montreux Volley Masters
  -  Guld 2019